# Mantra Fusion Band
Mantra Fusion Band je world music sastav iz Splita, osnovan početkom 2007. godine. Njihov jedinstven izraz, spoj je orijentalne i balkanske etno glazbe u kombinaciji sa suvremenim zvukom i ritmom. 

## O sastavu
Mantra Fusion Band sačinjava osam glazbenika iz različitih glazbenih pozadina – klasične glazbe, rock, etno i alternativne glazbe. Svi instrumenti, osim bas-gitare, su akustični, uključujući i one koji se koriste u indijskoj i arapskoj glazbi kao što su sitar, tampura, table, mridanga, harmonij i darbuka u kombinaciji s afričkim bubnjem jembe i klasičnim europskim instrumentima poput violine, klarineta, harmonike, mandoline i akustične gitare.
Tekstovi su na različitim jezicima, uključujući drevne sanskrtske mantre. Sanskrtske mantre su posebna značajka izraza MFB-a koja ih razlikuje od ostalih sastava world music glazbenog žanra. Sanskrt je jedan od najstarijih jezika na svijetu i vjeruje se da njegova vibracija u kombinaciji s mantrama stvara vrlo mističnu i povoljnu atmosferu. 
Na koncertima, MFB uvijek nastoji svojoj publici približiti ulazak u visoke mistične dimenzije kombinirajući zajedno različite elemente u svojoj izvedbi – jedinstvena fuzija zvukova s egzotičnim pjesmama i instrumentima, plesom i sugestivnim vizualnim nastupom. 
Na početku 2008. godine, sastav je snimio svoj prvi album Orient Bazaar koji je naišao na jako dobar prijem na tržištu. Slobodna Dalmacija nazvala je MFB "arhitektima mosta između Istoka i Zapada". Sastav je izveo brojne koncerte u Hrvatskoj i Bosni i Hercegovini, uključujući i izvrsne izvedbe na najpoznatijoj pozornici u Splitu, Peristilu, te na Yoga is Music koncertu i Woodstock Festivalu u Poljskoj.
Trenutno sastav snima novi singl "Samsara" u suradnji s Goranom Karanom i priprema se za svoj multimedijski konceptualni koncert u Splitu gdje će snimati svoj novi uživo CD/DVD. Koncert će uključivati mnoge posebne goste i vrlo zanimljiv vizualni dojam.

## Članovi sastava
- Ines Žižić (bivša članica sastava Stijene) - prvi vokal
- Antonija Čelan (profesorica klarineta) - klarinet
- Sunčica Dropulić (bivša članica sastava Tambuu, profesorica viole) - violina/tribal fusion belly dance
- Barbara Gaj - harmonij, vokal
- Dario Duišin Džunić - gitara, sitar, harmonika
- Mišo Popović (bivši član sastava Leut Magnetic) - tabla, mridanga, darbuka
- Veljko Popović (bivši član sastava Leut Magnetic) - udaraljke, jembe, mandolina
- Bruno Tadej (bivši član sastava Tambuu) - bas-gitara

## Vanjske poveznice
Službena stranica  Arhivirana inačica izvorne stranice od 2. ožujka 2021. (Wayback Machine)